# Christine Haderthauer
Christine Haderthauer, née le 11 novembre 1962 à Neumünster, est une femme politique allemande membre de l'Union chrétienne-sociale en Bavière (CSU).

## Biographie

### Enfance et jeunesse
Née à Neumünster, dans le Schleswig-Holstein, elle déménage en 1964 à Munich, où elle vit jusqu'en 1975. Elle obtient son baccalauréat en 1981 à Ludwigshafen, en Rhénanie-Palatinat.
Elle revient alors en Bavière et s'inscrit à l'université de Wurtzbourg pour y étudier le droit. En 1984, elle adhère à la CSU.

### Vie professionnelle et débuts en politique
Elle réussit son premier examen juridique d'État en 1986 et le second quatre ans plus tard. En 1991, elle passe son examen du barreau et devient avocate. Elle fonde en 2002 son cabinet à Ingolstadt, année où elle est élue au conseil municipal de la ville.

### Ascension
Elle postule aux élections législatives régionales de 2003 dans la circonscription d'Ingolstadt. À 40 ans, elle est élue députée au Landtag de Bavière. Le 22 novembre 2007, le nouveau président de la CSU Erwin Huber la choisit pour succéder à Markus Söder aux fonctions de secrétaire général du parti. Elle est la première, et la seule femme, à occuper cette fonction au sein de l'Union chrétienne-sociale.
Elle renonce à cette responsabilité après que la formation a perdu sa majorité absolue aux élections de 2008, une première depuis 36 ans, et se trouve remplacée par Karl-Theodor zu Guttenberg.

### Ministre
Toutefois le 30 octobre suivant, Christine Haderthauer est nommé ministre du Travail et de l'Ordre social, de la Famille et des Femmes dans le premier cabinet de coalition noire-jaune du ministre-président chrétien-démocrate Horst Seehofer. À l'issue de son mandat, elle devient le 10 octobre 2013 ministre des Affaires fédérales et directrice de la chancellerie régionale dans le second cabinet majoritaire de Seehofer. Après qu'elle et son mari ont été compromis dans un scandale financier, elle remet sa démission le 1er septembre 2014, effective quatre jours plus tard.